# Paradoxostomatidae
Paradoxostomatidae é uma família de ostracodes pertencentes à ordem Podocopida.

## Géneros
Géneros:
- Acetabulastoma Schornikov, 1970
- Asterositus Tanaka & Arai, 2017
- Austroparadoxostoma Hartmann, 1979